# Clermont-l’Hérault
Clermont-l’Hérault – miejscowość i gmina we Francji, w regionie Oksytania, w departamencie Hérault.
Według danych na rok 1990 gminę zamieszkiwało 6041 osób, a gęstość zaludnienia wynosiła 186 osób/km² (wśród 1545 gmin Langwedocji-Roussillon Clermont-l’Hérault plasuje się na 45. miejscu pod względem liczby ludności, natomiast pod względem powierzchni na miejscu 159.).